# Soranos von Ephesos

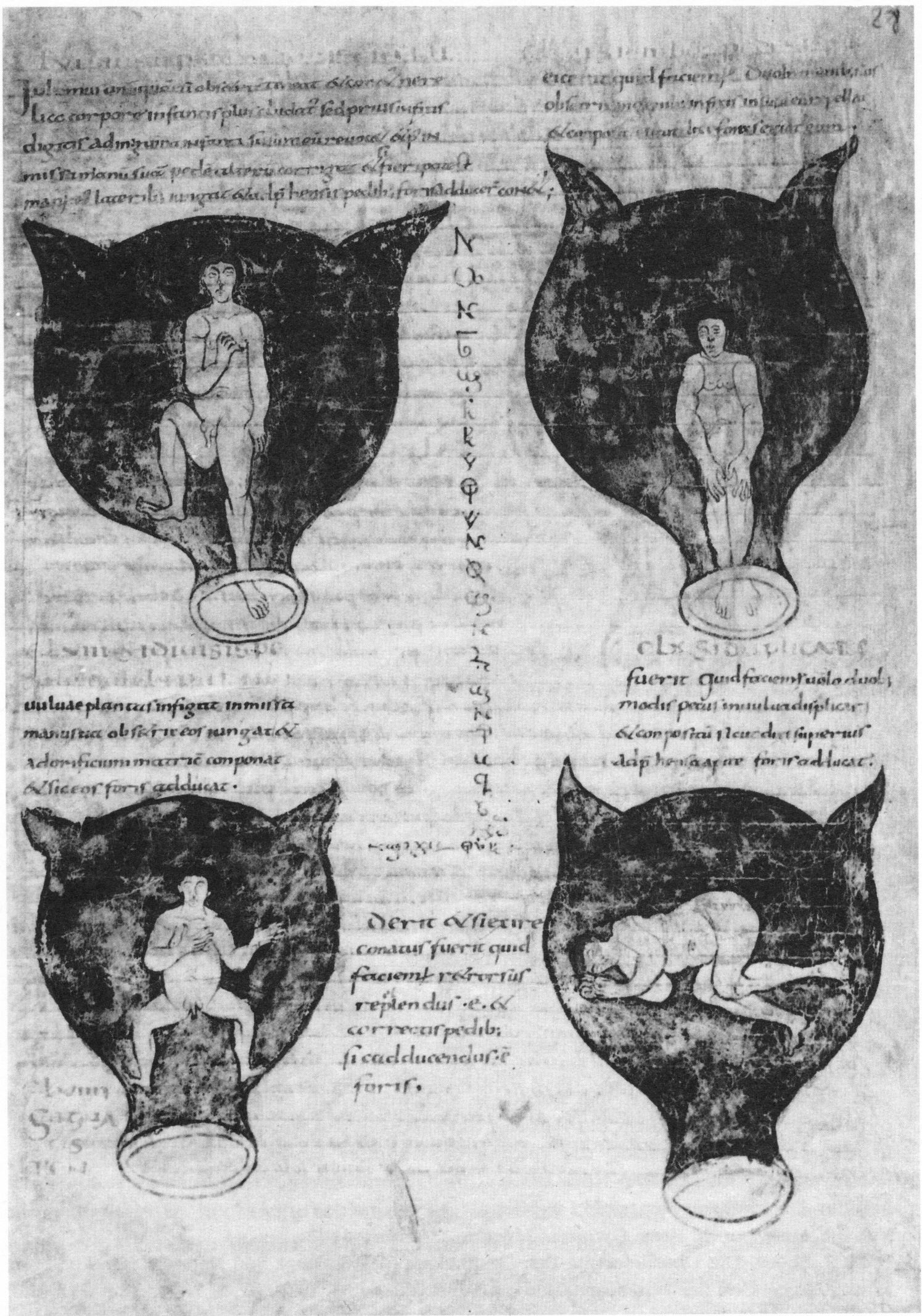
Soranos von Ephesos, Gynäkologie in einer spätantiken lateinischen Bearbeitung: Darstellungen von Kindslagen (Embryonen im Uterus). Die Abbildungen in dieser um 900 angefertigten Abschrift gehen wohl ursprünglich auf Zeichnungen des Soranos zurück. Bruxelles, Bibliothèque Royale, 3714, fol. 28r

Soranos von Ephesos – lateinisch Soranus, deutsch auch Soran (von Ephesos) – war ein griechischer Arzt, der um 100 n. Chr. in Rom tätig war. Er gehörte der methodischen Schule an, war einer ihrer berühmtesten Vertreter, verfasste ein Standardlehrbuch der Gynäkologie und gilt als ein bedeutender Vertreter der vorgalenischen Epoche antiker Medizin.

## Leben und Werk
Soranos war der Sohn des Meandros und der Phoibe. Er studierte in der kleinasiatischen Stadt Ephesos und in Alexandria, bevor er zur Zeit der Kaiser Trajan und Hadrian in Rom tätig wurde. Dort gehörte er der Schule der Methodiker an und schrieb mehrere medizinische und populäre Werke, die nur teilweise erhalten sind, unter anderem über Frauenkrankheiten (erhalten ist sein aus mehreren Büchern bestehendes Werk über Gynäkologie (griechisch γυναικεῖα), worin auch Texte zur Geburtshilfe und zum Hebammenwesen sowie zur Embryologie und Säuglingspflege enthalten sind), Reproduktionsmedizin, chronische Krankheiten, Hygiene und Chirurgie (erhalten sind zwei Abhandlungen über Verbände und Knochenbrüche). Soranos maß der Anatomie Bedeutung bei, was ihn von den starren Methodikern unterschied. So verfasste er unter anderem eine weitgehend richtige Beschreibung der Fruchtanhangsorgane beim menschlichen Embryo. Es sind noch einige weitere Werke erhalten, darunter biographische (Hippokrates-Vita), etymologische (über die Körperteil-Nomenklatur) und philosophische (π. ψυχῆς, von Tertullian in De anima benutzt) Schriften. Im 5. Jahrhundert fertigte Caelius Aurelianus lateinische Übersetzungen seiner Werke an, denen er eigene Ansichten als Kommentar (etwa zu περἰ ὀξέων καἰ χρονίων) hinzufügte. Sie sind  deren einzig erhaltene Quelle. Besonders zu nennen sind hier die drei Bücher über akute und die fünf Bücher über chronische Krankheiten, da mit ihnen der Inhalt der betreffenden verlorenen Schriften Sorans erhalten blieb und dem lateinischen Mittelalter zur Verfügung stand. Zwei seiner frauenheilkundlichen, und für den Hebammenunterricht bedeutsamen Werke wurden um 500 von einem gewissen Muscio (oder Mustio, griechisch Moschion) bearbeitet ins Lateinische übersetzt.

## Ausgaben und Übersetzungen
- H. Lüneburg (Übers.), Johann Christian Huber (Hrsg.): Die Gynäkologie (Peri gynaikeiōn) des Soranus von Ephesus: Geburtshilfe, Frauen- und Kinder-Krankheiten, Diätetik der Neugeborenen. Lehmann, München 1894.
- Johannes Ilberg (Hrsg.): Sorani Gynaeciorum libri IV (= Corpus Medicorum Graecorum. Band 4). Leipzig/Berlin 1927.
- Karl Christoph Sproll: Die Fragmente der „Cheirurgumena“ des Soran von Ephesus. Einführung, Übersetzung, Kommentar. Würzburg 1998.
- Paul Burguière, Danielle Gourevitch, Yves Malinas: Soranos d' Éphèse, Maladies des femmes, Tome I, livre 1. Texte établi, traduit et commenté. Les Belles Lettres, Paris 1988
- Jutta Kollesch, Diethard Nickel: Antike Heilkunst – Ausgewählte Texte. Philipp Reclam jun., Stuttgart 1994, ISBN 978-3-15-009305-4. Nur Gynäkologie, Buch I, Kap. 3. 4 (= CMG IV, S. 4,13–6,3) und […] Kap. 57. 58 (= CMG IV, S. 41,15–44,4) sowie Buch III, Kap. 26–28. Über den hysterischen Erstickungsanfall (= CMG IV, S. 109,9–112,3).
- Caelii Aureliani celerum passionum libri III, tardarum passionum libri V, hrsg. von Gerhard Bendz, übersetzt von Ingeborg Pape, Bd. 1: Berlin 1990, Bd. 2: Berlin 1993 (= Corpus Medicorum Latinorum. VI.1 und VI.2).
- Kai Brodersen: Rufus/Soranus/Marcellinus/Galenus: Pulslehre. Opuscula 14. KDV, Speyer 2024, ISBN 978-3-939526-68-1.